# Liste de jeux vidéo utilisant la génération procédurale
Cet article dresse la liste de jeux vidéo utilisant la génération procédurale.
| Année | Titre                             | Développeur                                       | Genre                                                                    |
| ----- | --------------------------------- | ------------------------------------------------- | ------------------------------------------------------------------------ |
| 1978  | Beneath Apple Manor               | Don Worth, Quality Software, The Software Factory | RPG                                                                      |
| 1979  | Akalabeth: World of Doom          | Richard Garriott                                  | RPG                                                                      |
| 1980  | Rogue                             | Michael Toy, Glenn Wichman, Ken Arnold            | Rogue-like                                                               |
| 1982  | River Raid                        | Activision                                        | Vertical shooter                                                         |
| 1984  | Elite                             | David Braben, Ian Bell                            | Commerce et combat spatial                                               |
| 1984  | Rescue on Fractalus!              | Lucasfilm Games                                   |                                                                          |
| 1986  | The Sentinel                      | Geoff Crammond                                    | Puzzle                                                                   |
| 1986  | Gravon: Real Virtuality           | Suma, Bohemia Interactive                         | Action, simulation                                                       |
| 1994  | The Elder Scrolls: Arena          | Bethesda Softworks                                | Action-RPG                                                               |
| 1995  | Virtual Hydlide                   | Technology and Entertainment Software             | action, aventure, RPG                                                    |
| 1996  | Diablo                            | Blizzard North                                    | Action-RPG, hack and slash                                               |
| 1997  | Parkan                            | Nikita                                            | Simulation spatiale, first-person shooter                                |
| 2000  | Diablo II                         | Blizzard North                                    | Action-RPG, hack and slash                                               |
| 2001  | Runescape                         | Jagex                                             | MMORPG                                                                   |
| 2004  | .kkrieger                         | Farbrausch                                        | First-person shooter (demoscene)                                         |
| 2006  | Dwarf Fortress                    | Tarn Adams                                        | Construction et simulation, rogue-like                                   |
| 2006  | RoboBlitz                         | Naked Sky Entertainment                           | Puzzle, action                                                           |
| 2006  | Shin Megami Tensei: Persona 3     | Atlus                                             | RPG, jeu de simulation                                                   |
| 2008  | Shin Megami Tensei: Persona 4     | Atlus                                             | RPG, jeu de simulation                                                   |
| 2008  | Spore                             | Maxis                                             | God game, simulation de vie, stratégie en temps réel, simulateur spatial |
| 2008  | Spelunky                          | Mossmouth                                         | Action-aventure, plates-formes                                           |
| 2008  | Larva Mortus                      | Rake In Grass                                     | Top-down shooter, RPG                                                    |
| 2008  | Left 4 Dead                       | Valve South                                       | First-person shooter, survival horror                                    |
| 2009  | Borderlands (jeu vidéo)           | Gearbox Software                                  | First-person shooter, Action-RPG                                         |
| 2009  | Left 4 Dead 2                     | Valve Corporation                                 | First-person shooter, survival horror                                    |
| 2009  | Torchlight                        | Runic Games                                       | Action-RPG, hack and slash                                               |
| 2009  | Synth                             | Rhys Paul Hovey                                   | Action, stratégie en temps réel                                          |
| 2009  | Infiniminer                       | Zachary Barth                                     | Sandbox                                                                  |
| 2011  | Minecraft                         | Mojang, Markus Persson                            | Sandbox, survival                                                        |
| 2011  | Terraria                          | Re-Logic, Codeglue, Engine Software               | Action-aventure, survival                                                |
| 2012  | SCP: Containment Breach           | Joonas Rikkonen                                   | Survival horror                                                          |
| 2012  | Outerra Anteworld                 | Outerra                                           | World-building                                                           |
| 2013  | Diablo III                        | Blizzard Entertainment                            | Action-RPG, hack and slash                                               |
| 2013  | Path of Exile                     | Grinding Gear Games                               | Action-RPG                                                               |
| 2013  | Don't Starve                      | Klei Entertainment                                | Action-aventure, survie, rogue-like                                      |
| 2014  | Gauntlet                          | Arrowhead Game Studios                            | Hack and slash, dungeon Crawl                                            |
| 2014  | Meme Run                          | Ninja Pig Studios                                 | Endless runner                                                           |
| 2014  | Sir, You Are Being Hunted         | Big Robot                                         | Survival, infiltration                                                   |
| 2014  | Ziggurat                          | Milkstone Studios                                 | First-person shooter, dungeon Crawl                                      |
| 2015  | Dungeon Hunter 5                  | Gameloft Montréal                                 | Action-RPG, hack and slash                                               |
| 2015  | Elite: Dangerous                  | Frontier Developments                             | Commerce et combat spatial, first-person shooter                         |
| 2015  | Mini Metro                        | Dinosaur Polo Club                                | Réflexion                                                                |
| 2015  | Warhammer: End Times - Vermintide | Fatshark                                          | First-person shooter, action                                             |
| 2015  | Crypt of the NecroDancer          | Brace Yourself Games                              | Rogue-like, dungeon Crawl                                                |
| 2015  | Invisible, Inc.                   | Klei Entertainment                                | Infiltration, stratégie au tour par tour, rogue-like                     |
| 2016  | Creativerse                       | Playful Corp.                                     | Survival                                                                 |
| 2016  | No Man's Sky                      | Hello Games                                       | Action-aventure, survival, simulation de vie                             |
| 2016  | Shadow Warrior 2                  | Flying Wild Hog                                   | First-person shooter                                                     |
| 2016  | Starbound                         | Chucklefish Games                                 | Action-aventure                                                          |
| 2016  | Stardew Valley                    | ConcernedApe, Eric Barone                         | Simulation de ferme, RPG                                                 |
| 2016  | We Happy Few                      | Compulsion Games                                  | Rogue-like, survival horror                                              |